# Spina di Gualdo
La Spina di Gualdo è una montagna delle Marche alta 1335 m s.l.m., in provincia di Macerata, nel Parco nazionale dei Monti Sibillini.
Essa costituisce anche una frazione del comune di Castelsantangelo sul Nera, in cui secondo il Censimento ISTAT 2001 vi sono 3 abitanti residenti.

## Etimologia del nome
Essa deve il nome alla sua posizione, proprio al di sopra del paese Gualdo.

## Collegamenti
La Spina di Gualdo è collegata ai paesi di Gualdo, Vallinfante e Castelluccio di Norcia tramite una strada.

## Paesi vicini
I paesi più vicini alla Spina di Gualdo sono Vallinfante, che si trova esattamente alle sue pendici, e Gualdo, ma dalla cima è possibile osservare anche Macchie, Nocelleto, Pian dell'Arco e Castelsantangelo sul Nera

## Altro
La Spina di Gualdo è meta di turisti in quanto vi sono un camping turistico ed un albergo.